# Passovia diffusa
Passovia diffusa är en tvåhjärtbladig växtart som beskrevs av Kuijt. Passovia diffusa ingår i släktet Passovia och familjen Loranthaceae. Inga underarter finns listade i Catalogue of Life.